# R Девы
R Девы (лат. R Virginis), HD 109914 — двойная звезда в созвездии Девы на расстоянии приблизительно 1485 световых лет (около 455 парсек) от Солнца. Визуальная звёздная величина звезды — от +12,1m до +6,1m.
Открыта Карлом Людвигом Хардингом в 1809 году.
Зарегистрировано излучение SiO-мазера*.

## Характеристики
Первый компонент — красный гигант, пульсирующая переменная звезда, мирида (M) спектрального класса M3,5e, или M3,5-7e, или M3,5IIIe-M8,5e, или M3,5e-M8,5e, или M3,5-M8,5, или M4,5IIIe, или M4,5III, или M6, или M9, или Md. Масса — около 1,169 солнечной, радиус — около 184,819 солнечного, светимость — около 838,734 солнечной. Эффективная температура — около 3321 K.
Второй компонент — коричневый карлик. Масса — около 47,68 юпитерианской. Удалён в среднем на 1,575 а.е..